# Pierre Mondy
Pierre Mondy (* jako Pierre Cuq; 10. února 1925 Neuilly-sur-Seine – 15. září 2012, Paříž) byl francouzský filmový a divadelní herec a režisér.
Svou první filmovou roli získal v roce 1949, kdy si zahrál ve filmu Rendez-vous de juillet Jacques Beckera. Za celou svou kariéru hrál v přibližně 140 filmech. Mezinárodního uznání se mu dostalo v roce 1960 po filmu Napoleon, kde si zahrál hlavní roli. V sedmdesátých letech slavil úspěchy se sérií Kam se poděla sedmá rota? (1973), Návrat sedmé roty (1975) a Sedmá rota za úplňku (1977). V letech 1992–2005 hrál ve francouzském seriálu Les Cordier, juge et flic.
V roce 1985 propůjčil svůj hlas filmu Asterix a překvapení pro Cézara a o rok později pak Asterix v Británii. Byl rovněž režisérem, natočil celkem čtyři filmy a třináct televizních epizod. Napsal dva scénáře. Rovněž režíroval kolem 60 divadelních her, většinu z nich v divadle Théâtre du Palais-Royal.
Byl čtyřikrát ženatý s herečkami: Claude Gensac, Pascale Roberts, Annie Fournier a Catherine Allary. Zemřel na lymfom ve věku 87 let.